# Lepa-Rada
Lepa-Rada ist ein Distrikt im indischen Bundesstaat Arunachal Pradesh. Sitz der Distriktverwaltung ist Basar.

## Geschichte
Das Gebiet des heutigen Distrikts gehörte bis 2017 zum Distrikt West Siang. Teile des heutigen Distrikts kamen 2017 zum neu geschaffenen Distrikt Lower Siang. Bereits 2018 gab es eine Neuaufteilung der ehemaligen Gebiete West Siangs und es entstand der Distrikt Lepa-Rada.

## Geografie
Der Distrikt Lepa-Rada liegt im Nordteil von Arunachal Pradesh. Der Distrikt grenzt im Norden an den Distrikt West Siang, im Osten an den Distrikt East Siang, im Süden an den Distrikt Lower Siang sowie im Westen an den Distrikt Upper Subansiri. Die Fläche des Distrikts Lepa-Rada beträgt 895 km². Das Gebiet ist fast vollständig von Wald bedeckt und teilweise Bergland. Die wichtigsten Flüsse sind der Igo und der Kidi.

## Bevölkerung

### Übersicht
Anmerkung: Da der Distrikt erst 2017 entstand, sind die Zahlen die Summe der Circles Basar und Tirbin (1981 und 1991) und 2001 und 2011 die Summe der Circles Basar, Daring und Tirbin.
Nach der Volkszählung 2011 hat der Distrikt Lepa-Rada 20.152 Einwohner. Bei 22,5 Einwohnern pro Quadratkilometer ist der Distrikt nur dünn besiedelt. Die Bevölkerungsentwicklung ist mit seinem schwachen Wachstum untypisch für Indien. Zwischen 2001 und 2011 stieg die Einwohnerzahl um 3,5 Prozent. Der Distrikt ist ländlich geprägt und hat eine durchschnittliche Alphabetisierung. Es gibt keine Dalits (scheduled castes), aber sehr viele Angehörige der anerkannten Stammesgemeinschaften (scheduled tribes).

### Bevölkerungsentwicklung
Wie im übrigen Indien gab es jahrzehntelang ein starkes Bevölkerungswachstum. Dieses hat sich zwischen 2001 und 2011 stark abgeschwächt. Der Circle Basar deckt das Gebiet seit 1961 in heutigem Umfang ab. In späteren Jahren entstanden aus Teilen dieses Circles die anderen drei Circles. Die Zunahme betrug in den Jahren 2001–2011 rund 3 Prozent (3,48 %). In diesen zehn Jahren nahm die Bevölkerung um rund 700 Menschen zu. Die genauen Zahlen verdeutlicht folgende Tabelle:

### Bedeutende Orte
Es gibt im Distrikt mit dem Hauptort Basar eine einzige städtische Siedlung. Die städtische Bevölkerung beträgt 4284 der 20.152 Einwohner oder 21,26 % der Einwohnerschaft.

### Bevölkerung des Distrikts nach Geschlecht
Der Distrikt hatte immer mehr männliche wie weibliche Einwohner. Dies ist typisch für weite Gebiete Indiens. Der Anteil der männlichen Bevölkerung lag 1981 aber deutlich über dem indischen Durchschnitt. Seither geht die Entwicklung Richtung mehr Ausgeglichenheit der Geschlechter. Bei den jüngsten Jahrgängen (unter 7 Jahren) sind von 2651 Personen 1350 oder 50,92 % männlich und 1301 Personen oder 49,08 % weiblich. Die Verteilung der Geschlechter sieht wie folgt aus:
| Verteilung der Bevölkerung nach Geschlecht im Distrikt Lepa-Rada |                   |                   |                   |                   |                   |                   |                   |                   |
|                                                                  | Volkszählung 1981 | Volkszählung 1981 | Volkszählung 1991 | Volkszählung 1991 | Volkszählung 2001 | Volkszählung 2001 | Volkszählung 2011 | Volkszählung 2011 |
| Anzahl                                                           | Anteil            | Anzahl            | Anteil            | Anzahl            | Anteil            | Anzahl            | Anteil            |                   |
| GESAMT                                                           | 13.234            | 100 %             | 17.263            | 100 %             | 19.474            | 100 %             | 20.152            | 100 %             |
| Frauen                                                           | 6482              | 48,98 %           | 8057              | 46,67 %           | 9393              | 48,23 %           | 9784              | 48,55 %           |
| Männer                                                           | 6752              | 51,02 %           | 9206              | 53,33 %           | 10.081            | 51,73 %           | 10.368            | 51,45 %           |

### Volksgruppen
In Indien teilt man die Bevölkerung in die drei Kategorien general population, scheduled castes und scheduled tribes ein. Im Bundesstaat Arunachal Pradesh gibt es keine Angehörigen der scheduled castes (anerkannte Kasten), die sich selber als Dalit bezeichnen (früher auch abschätzig Unberührbare betitelt). Die scheduled tribes sind die anerkannten Stammesgemeinschaften mit (2011) 16.497 Menschen (81,86 Prozent der Bevölkerung), die sich selber als Adivasi bezeichnen. Zu ihnen gehören in Arunachal Pradesh 104 Volksgruppen. Die Gesamtzahl der scheduled tribes ist bis auf Höhe der Circles bekannt. Der Anteil der scheduled tribes liegt im Distrikt bei Werten zwischen 76,17 % Bevölkerungsanteil im Circle Basar und 92,94 % Bevölkerungsanteil im Circle Tirbin. Die Daten zu den einzelnen Volksgruppen sind nur bis Höhe der damaligen Distrikte bekannt. Da der Distrikt im Jahr 2011 noch zum Distrikt West Siang gehörte, ist eine Aufteilung der Volksgruppen nicht möglich. Allerdings ergeben die Daten zu den Sprachen Anhaltspunkte. Die Adi und Nissi/Dafla stellen dort fast 82 % der Bevölkerung. Somit dürften die Adi und Nissi/Dafla die größten Gruppen unter den scheduled tribes sein.

### Bevölkerung des Distrikts nach Sprachen
Der Distrikt hat eine klare Mehrheitssprache und zahlreiche sprachliche Minderheiten. Eine deutliche Mehrheit der Bevölkerung des Distrikts Lepa-Rada spricht eine tibetobirmanische Sprache (ca. 85 % der Bevölkerung). Die weitverbreitetsten Sprachgruppen dieser Sprachfamilie sind Adi (80,65 %; mit Talgalo, Adi Gallong und Adi), Nissi (1,11 %; mit Nissi/Dafla) und Bodo/Boro (0,97 %). Die Zugewanderten benutzen meist indoarische Sprachen (ca. 15 % der Einwohnerschaft). Die höchsten Anteile dieser Sprachgruppen haben Hindi (5,25 %; Standardhindi und Bhojpuri), Nepali (3,76 %), Bengali (2,94 %) und Assami (2,21 %).
In allen drei Circles ist das zur Sprachgruppe Adi gehörende Talgalo die meistverwendete Muttersprache mit Anteilen zwischen 57,63 % im Circle Basar und 84,91 % im Circle Daring. Adi Gallong und Adi beschränken sich auf die Circles Basar und Tirbin. Nissi/Dafla, Bodo/Boro und sämtliche Zuwanderersprachen haben den Circle Basar als Hochburg. Alle diese Sprachen erreichen Werte unter fünf Prozent. Die Verteilung der Einzelsprachen sieht wie folgt aus:
| Jahr                                   | Talgalo | Talgalo | Adi Gallong | Adi Gallong | Adi  | Adi    | Nepali | Nepali | Bengali | Bengali | Hindi | Hindi  | Bhojpuri | Bhojpuri | Assami | Assami | Bodo/Boro | Bodo/Boro | Nissi/Dafla | Nissi/Dafla | Gesamt | Gesamt   |
| Jahr                                   | Zahl    | %       | Zahl        | %           | Zahl | %      | Zahl   | %      | Zahl    | %       | Zahl  | %      | Zahl     | %        | Zahl   | %      | Zahl      | %         | Zahl        | %           | Zahl   | %        |
| -------------------------------------- | ------- | ------- | ----------- | ----------- | ---- | ------ | ------ | ------ | ------- | ------- | ----- | ------ | -------- | -------- | ------ | ------ | --------- | --------- | ----------- | ----------- | ------ | -------- |
| 2011                                   | 13.462  | 66,80 % | 1734        | 8,60 %      | 452  | 4,83 % | 758    | 3,76 % | 589     | 2,92 %  | 510   | 2,53 % | 475      | 2,36 %   | 440    | 2,18 % | 188       | 0,93 %    | 143         | 0,71 %      | 20.152 | 100,00 % |
| Quelle: Ergebnis der Volkszählung 2011 |         |         |             |             |      |        |        |        |         |         |       |        |          |          |        |        |           |           |             |             |        |          |

### Bevölkerung des Distrikts nach Bekenntnissen
Der Distrikt ist religiös sehr gemischt. Infolge der christlichen Mission seit dem 19. Jahrhundert erreicht das Christentum heute einen hohen Anteil. Die Anhängerschaft der herkömmlichen Glaubensgemeinschaften jedoch bildet die relative Mehrheit. Der Hinduismus beschränkt sich auf die Gruppe der Zugewanderten. Alle anderen Religionen haben nur unbedeutende Anteile. In zwei der drei Circles stellt eine Glaubensgemeinschaft eine Mehrheit. Im Circle Basar sind dies mit 52,45 % Bevölkerungsanteil die Anhänger der herkömmlichen Glaubensgemeinschaften und im Circle Tirbin mit 58,72 % Bevölkerungsanteil die Christen. Diese beiden Glaubensgemeinschaften sind in allen drei Circles stark vertreten. Die Hochburg des Hinduismus ist der Circle Basar, wo sie mit 19,94 % der Bevölkerung eine bedeutende religiöse Minderheiten bilden. In den anderen beiden Circles ist der Anteil der Hindus weit tiefer. Die genaue religiöse Zusammensetzung der Bevölkerung zeigt folgende Tabelle:
| Jahr                                   | Buddhisten | Buddhisten | Christen | Christen | Hindus | Hindus  | Jainas | Jainas | Muslime | Muslime | Sikhs | Sikhs  | Andere | Andere  | keine Angaben | keine Angaben | Gesamt | Gesamt   |
| Jahr                                   | Zahl       | %          | Zahl     | %        | Zahl   | %       | Zahl   | %      | Zahl    | %       | Zahl  | %      | Zahl   | %       | Zahl          | %             | Zahl   | %        |
| -------------------------------------- | ---------- | ---------- | -------- | -------- | ------ | ------- | ------ | ------ | ------- | ------- | ----- | ------ | ------ | ------- | ------------- | ------------- | ------ | -------- |
| 2011                                   | 141        | 0,70 %     | 7292     | 36,18 %  | 2964   | 14,71 % | 2      | 0,01 % | 323     | 1,60 %  | 2     | 0,01 % | 9393   | 46,61 % | 35            | 0,17 %        | 20.152 | 100,00 % |
| Quelle: Ergebnis der Volkszählung 2011 |            |            |          |          |        |         |        |        |         |         |       |        |        |         |               |               |        |          |

## Bildung
Trotz bedeutender Anstrengungen ist das Ziel der vollständigen Alphabetisierung noch weit entfernt. Während rund 9 von 10 Männern in den städtischen Gebieten lesen und schreiben können, liegt der Alphabetisierungsgrad der Frauen auf dem Land bei knapp über 55 %. Dies zeigt die folgende Tabelle:
| Alphabetisierung im Distrikt Lepa-Rada |                   |                   |
| Einheit                                | Volkszählung 2011 | Volkszählung 2011 |
| Einheit                                | Anzahl            | Anteil            |
| GESAMT                                 | 11.744            | 67,10 %           |
| Männer                                 | 6517              | 72,27 %           |
| Frauen                                 | 5227              | 61,62 %           |
| STADT GESAMT                           | 3337              | 87,77 %           |
| Stadt-Männer                           | 1854              | 90,75 %           |
| Stadt-Frauen                           | 1483              | 84,31 %           |
| LAND GESAMT                            | 8407              | 61,37 %           |
| Land-Männer                            | 4663              | 66,85 %           |
| Land-Frauen                            | 3744              | 55,68 %           |
| Quelle: Ergebnis der Volkszählung 2011 |                   |                   |

## Verwaltung
Der heutige Distrikt ist in die vier Circles (Kreise) Basar, Daring, Sago und Tirbin unterteilt.